# 大珠慧海

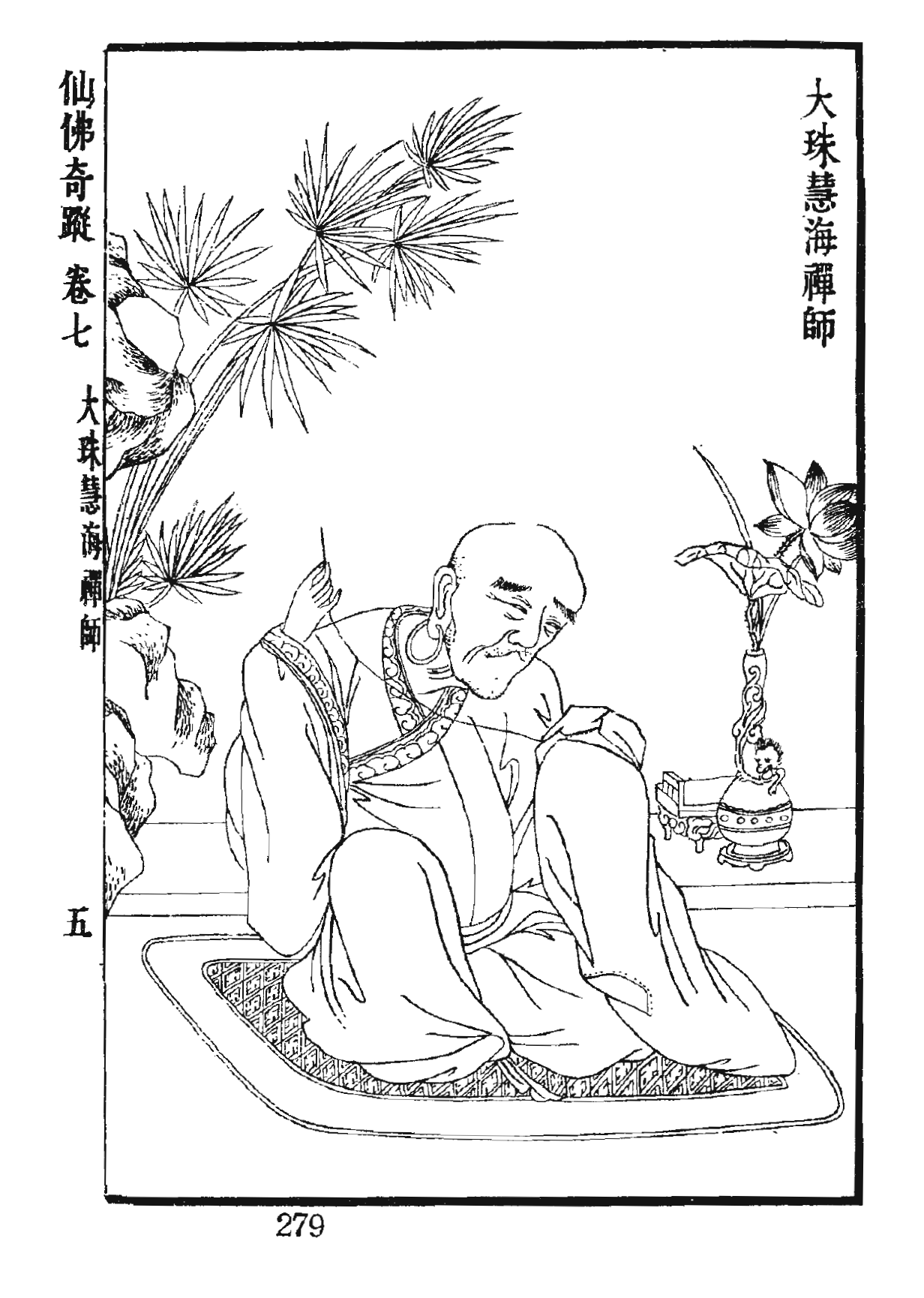
大珠慧海禪師

大珠慧海（？—？），俗姓朱，建州（今福建建甌）人，唐代禪宗祖師，洪州馬祖道一門下。世稱大珠和尚。

## 生平
慧海禪師從越州（今浙江紹興）大雲寺道智和尚出家。受具足戒，法號慧海。謁見馬祖道一，道一禪師以「自家寶藏」啟發，慧海禪師因而發明心地。慧海禪師在道一門下為侍者六年，後因道智和尚年老多病，於是回到越州。從此晦跡藏用，外顯癡訥，潛撰《頓悟入道要門論》一卷，後為法侄竊出，私呈馬祖，馬祖看了極為驚異，大加讚賞：「越州有大珠，圓明光透，自在無遮障。」此即大珠和尚之由來。

## 著作
《諸方門人參問》
《頓悟入道要門論》

## 外部連結
- 大珠慧海禅师悟道因缘 （页面存档备份，存于）